# Payette megye
Payette megye az Amerikai Egyesült Államokban, azon belül Idaho államban található. Megyeszékhelye és legnagyobb városa Payette. Lakosainak száma 25 386 fő (2020. április 1.). Payette megye Washington, Gem, Canyon és Malheur megyékkel határos.

## Népesség
A megye népességének változása:
| Lakosok száma | 22 640 | 22 553 | 22 676 | 22 610 | 22 896 | 25 386 |
|               | 2010   | 2011   | 2012   | 2013   | 2015   | 2020   |